# Ceroplesis capensis
Ceroplesis capensis là một loài bọ cánh cứng trong họ Cerambycidae.